# Målaskog
Målaskog är en by i Ryssby distrikt i Ljungby kommun, Kronobergs län i Småland. Från 2020 till 2023 avgränsade SCB här en småort.
Målaskog var den östligaste post- och järnvägsstationen inom nuvarande Ljungby Kommun på nedlagda Vislanda-Bolmens Järnväg.
Runt Målaskog finns stora bergtäkter med diabas, i folkmun kallad svart granit vilket transporterades till köpare runt om i världen, 
från järnvägsstationen.
Liksom de flesta små stationssamhällena fanns fram till 1940-talet ett med dåtida mått "komplett" samhälle med hantverkare, torvmossar, mindre industrier, sågverk och handel.